# チンポー族
チンポー族（チンポーぞく、景頗族、ビルマ語: ကချင်‌လူမျိုး, 中国語: 景颇族, 拼音: Jǐngpō zú）もしくはジンポー族は、主にミャンマーのカチン州、中華人民共和国雲南省に住む民族。カチン族の一支族である。

## 概要
カチン族とは水田耕作、焼畑耕作を主とするミャンマーのカチン州およびシャン州、中国雲南省、インドのアッサム州などに分布するチベット・ビルマ系の民族である。その支族にはチンポー族の他に、マル族、ラシ族、アツィ族などを含む。
ドゥワ（首長）が世襲制のグムサ社会、選挙によって決定されるグムラオ社会に二分している。
宗教は祖先信仰または精霊信仰（アニミズム）で、祭壇によって先祖を奉る風習がある。ミャンマーのカチン族には20世紀に入って、現地を統治したイギリスによりキリスト教が広まり、現在では祖霊・精霊信仰とキリスト教が併存する状態になっている。カチン語は、現地の小学校では使われていないため、子供は教会でカチン語の習得を行う。このことが仏教教徒が大多数を占めるミャンマー国内において、キリスト教が根強く残る原動力の一つとなった。
父系制社会で家督および財産は末子が引き継ぐ。

## 自治地方

### 自治州
- 雲南省
  - 徳宏タイ族チンポー族自治州

## 言語
言語別の話者人数はチンポー語は約4万人、載瓦語は約8万人、浪速語は約4000人、勒期語は約1000人となっている。